# St. Clair (Ontario)
Pour les articles homonymes, voir St. Clair.
St. Clair est un canton situé dans le comté de Lambton, au sud-ouest de l'Ontario (Canada). Il est situé sur les berges orientales de la rivière Sainte-Claire, directement au sud de Sarnia.

## Communautés
Le canton comprend les communautés de Avonry, Babys Point, Blecher, Bickford, Bradshaw, Brigden, Charlemont, Colinville, Courtright, Corunna, Cromar, Duthill, Frog Point, Froomfield, Kimball, Ladysmith, Moore Centre, Mooretown, Osborne, Payne, Port Lambton, Port Seckerton, Sombra, Sykeston, Thornyhurst, Vye's Grove, Waubuno, West Becher et Wilkesport.

## Démographie
| 2001   | 2006   | 2011   | 2016   |
| ------ | ------ | ------ | ------ |
| 14 659 | 14 649 | 14 515 | 14 086 |

## Galerie

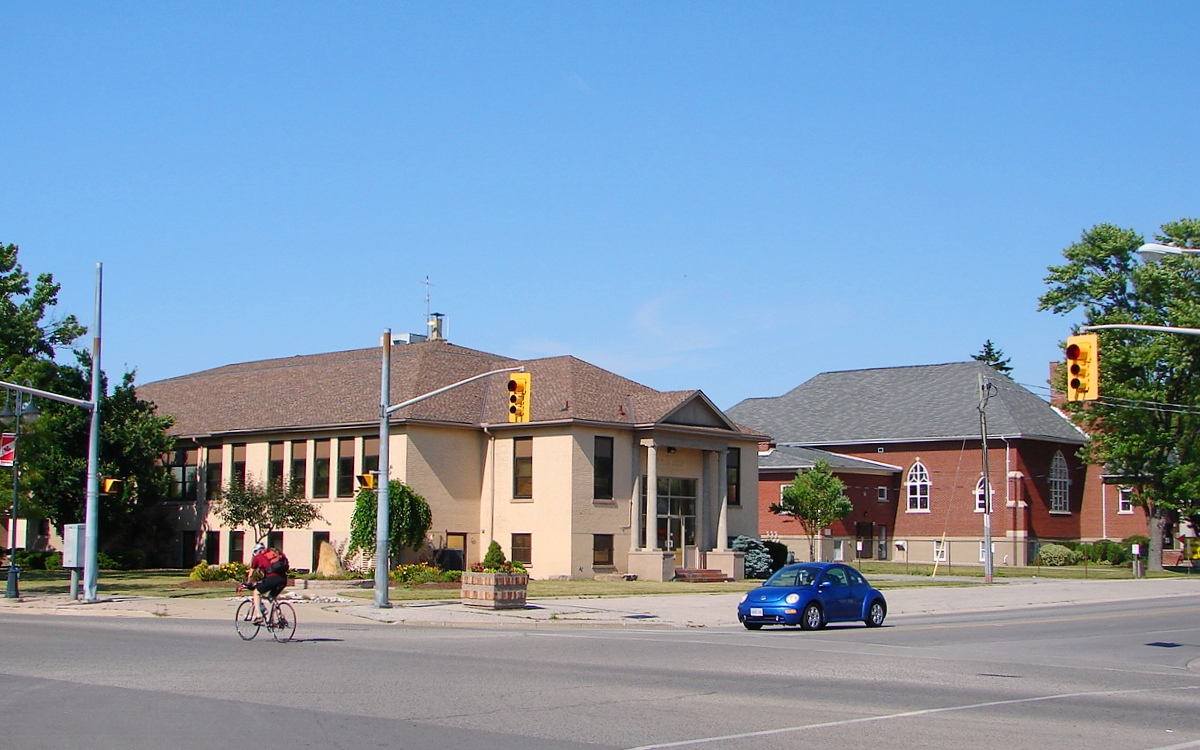
Corunna.
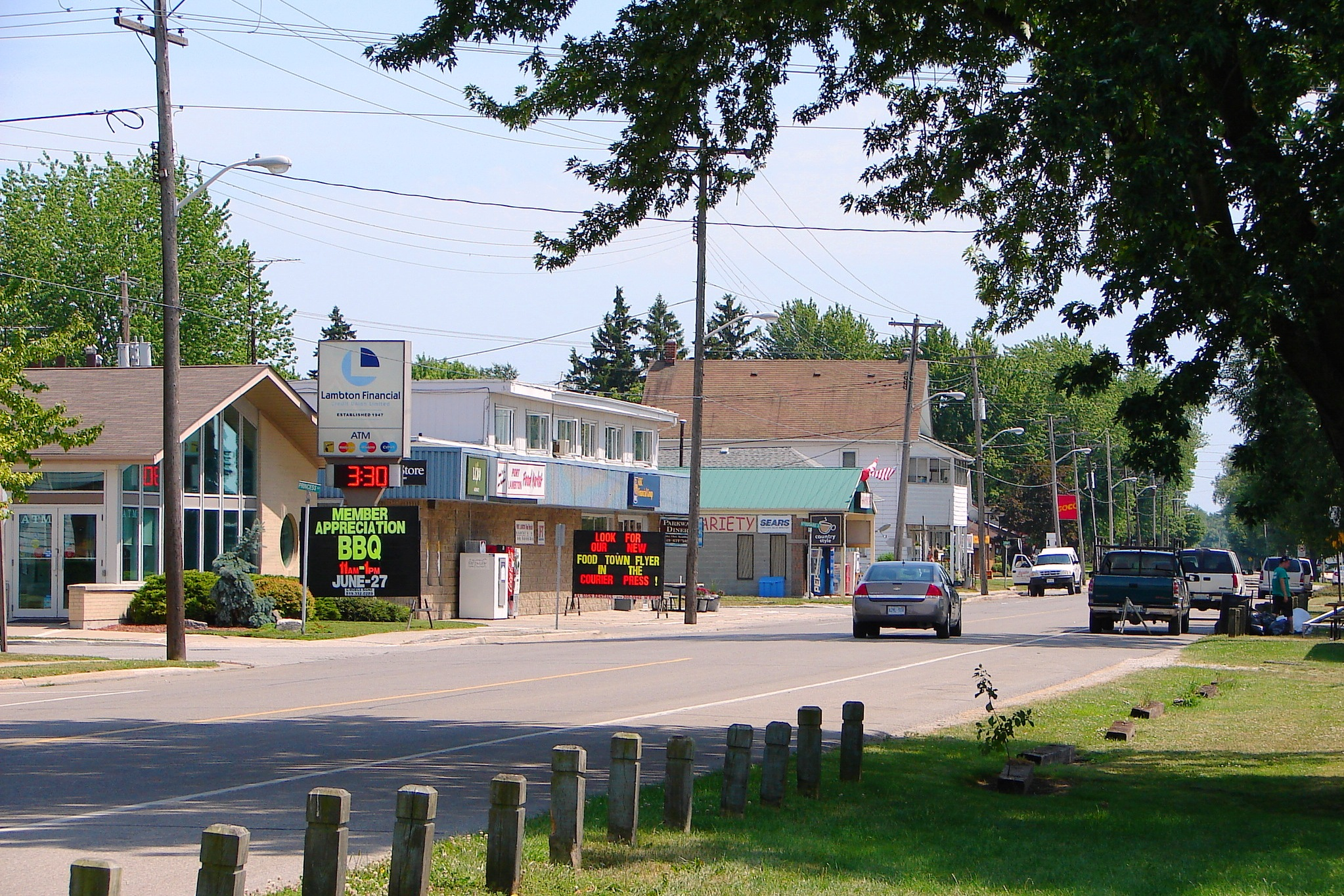
Port Lambton.
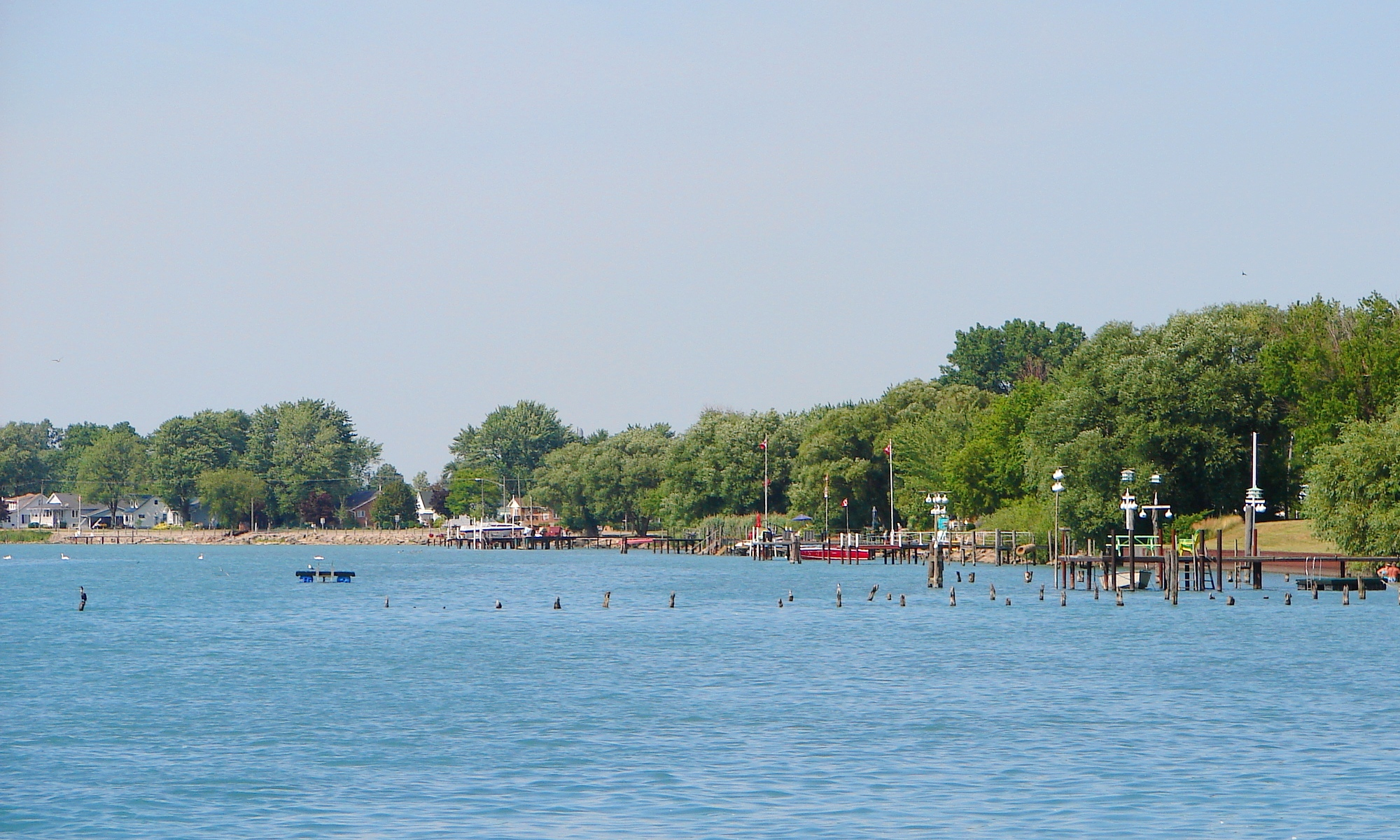
Sombra.